# 奥兰维尔
奥兰维尔（法語：Ollainville，法語發音：[ɔlɛ̃vil] ⓘ）是法国埃松省的一个市镇，属于帕莱索区。

## 地理
奥兰维尔（48°35'23"N, 2°13'9"E）面积11.33 平方千米，位于法国法蘭西島大區埃松省，该省份为法国北部内陆省份，北起上塞纳省和马恩河谷省，西接厄尔-卢瓦省和伊夫林省，南至卢瓦雷省，东临塞纳-马恩省。
与奥兰维尔接壤的市镇（或旧市镇、城区）包括：马尔库西、阿尔帕容、布吕耶尔勒沙泰勒、埃格利、利纳斯、圣日耳曼-莱萨尔帕容。

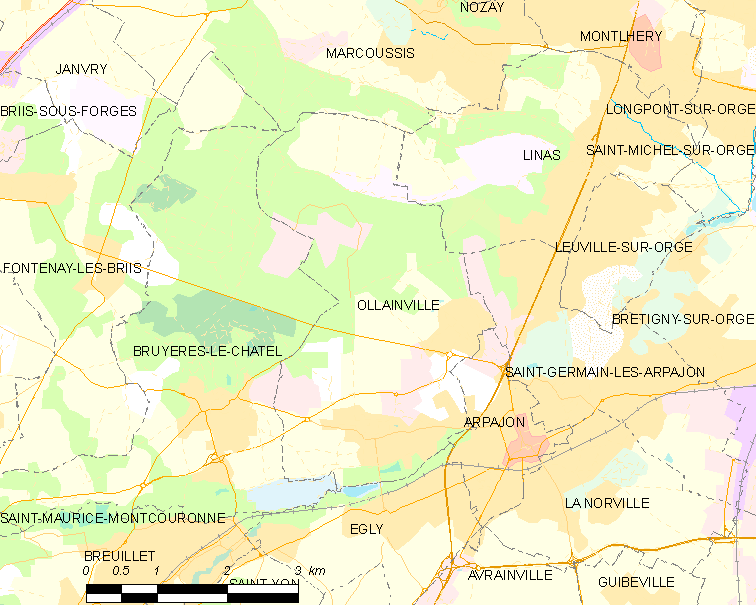
奥兰维尔的OSM定位图

奥兰维尔的时区为UTC+01:00、UTC+02:00（夏令时）。

## 行政
奥兰维尔的邮政编码为91340，INSEE市镇编码为91461。

## 政治
奥兰维尔所属的省级选区为阿尔帕容县。

## 人口

1962-2008年间奥兰维尔人口变化图示

奥兰维尔于2022年1月1日时的人口数量为5361人。